# 함초롬체
함초롬체는 윤디자인연구소와 한글과컴퓨터에서 개발하고 한글과컴퓨터에서 배포하는 트루타입/오픈타입 폰트로, 2010년 2월 17일에 일반에 공개되었다. 함초롬이란 뜻은 순우리말로, 가지런히 곱다 혹은 차분하고 고르다라는 뜻이다. 한글과컴퓨터에서는 2년 동안 이 글꼴을 기획단계부터 만들어왔으며, 가독성을 높였다고 설명하였다.
함초롬체의 지적재산권은 한글과컴퓨터가 가지고 있으며, 상업적인 목적으로 배포 및 수정은 되지 않으나 개인 및 기업 사용자들에게 무료로 제공하며, 모든 출판물과 저작물에 자유롭게 사용 가능하다고 명시하였다. 이 폰트의 저작권 문제에 대한 한글과컴퓨터의 입장은 한글과컴퓨터의 공식 블로그인 댓글과 컴퓨어 블로그에 함초롬체와 글꼴 저작권 이야기이라는 글로 올라와 있다.

## 특징
한양 PUA 코드 영역의 옛 한글을 지원함은 물론 표준적인 첫가끝 옛 한글을 기본적으로 지원한다. 그러나 GSUB 형태로 지원하는 것이 아니라서 그다지 미려하지는 않다.
유니코드 1.0 ~ 5.0 의 모든 낱자를 지원하며, 유니코드 5.2에 추가된 한글 자모 확장 영역도 지원한다.

## 함초롬 GSUB/GPOS 글꼴
함초롬체에 내장된 미려한 옛 한글 자형을 GSUB/GPOS 테이블을 추가해서 GSUB/GPOS를 지원하는 모든 환경에서 사용할 수 있도록 변형한 글꼴
원래 함초롬체는 비상업적 용도일 경우 변경 및 재배포가 가능한 글꼴이라고 하며, 한글과컴퓨터사에 재차 확인해본 결과 재배포에 문제 없다고 하여 공식적으로 재배포할 수 있게 되었다. KTUG 사이트에서 다운로드 받아서 설치할 수 있다.
이것은 함초롬체를 한컴오피스에서 사용하면 매우 미려한 옛 한글을 사용할 수 있지만 일반 환경에서는 예쁘지 않다는 점을 개선한 것인데, KTUG의 김도현 및 조진환에 의해서 그 조합 규칙을 역추적해서 GSUB/GPOS 테이블을 만들어서 그것을 함초롬체에 집어넣은 글꼴이므로, 글꼴 자체의 자형이나 힌팅이 변경되거나 하지 않은채 트루타입 오픈에서 지원하는 표준적인 GSUB/GPOS 테이블만 추가된 형태이며, GSUB/GPOS를 지원하는 운영 체제인 윈도, 리눅스, 맥 등의 운영 체제에서 널리 쓰일 수 있는 범용적인 형태이므로, 첫가끝 옛 한글을 완벽하게 지원하고 매우 미려한 옛 한글을 한컴오피스 이외의 편집기에서도 완벽하게 쓸 수 있게 만들어준다. 은글꼴의 은바탕 글꼴 이후로 GSUB를 완벽하게 지원하는 한글 글꼴이 되었으며, GSUB/GPOS 방식 뿐만 아니라 한양 PUA 코드영역의 일부 옛 한글도 동시에 지원하는 최초의 글꼴이 되었다.

## 참고
1. ↑  한컴오피스 한글 2010 도움말
2. ↑  zdnet 이설영 기자. “한컴, 새 공식글꼴 '함초롬체' 무료배포”. 2010년 2월 20일에 확인함.
3. ↑  한컴오피스 2010 대표글꼴 함초롬체
4. ↑  “함초롬체와 글꼴 저작권 이야기”. 《댓글과컴퓨터》. 2011년 8월 8일. 2011년 11월 15일에 원본 문서에서 보존된 문서. 2016년 3월 23일에 확인함.
5. ↑  KTUG 위키의 함초롬체LVT 배포 페이지